# 同一健康
同一健康（英语：One health）又译作唯一健康、一体化健康、大健康、全健康、是涉及人类、动物、环境卫生保健各个方面的一种跨学科跨地域（国家、地区、全球）协作和交流的新策略，致力于共同促进人和动物健康，维护和改善生态环境。也有研究者把植物健康也加入到同一健康的框架当中。

## 发展历史
同一健康的理念源自于20世纪后期以来人兽共患病的增加，而导致的大规模的对人类高致死率传染病暴发的担忧。该理念首先由兽医行业提出，随后被联合国粮食及农业组织、世界动物卫生组织以及世界卫生组织接受。
2004年, 世界野生生物保护学会首次提出“One-World-One-Health”，建议增强对人类、家畜和野生动物健康之间联系的认识, 明确疾病不只威胁人类, 还会对生物多样性和生态系统造成破坏性影响，同时世界野生生物保护学会提出《曼哈顿原则》，探索预防大范围疫情的方法。2007年，美国医学会通过One Health决议来推动人医和兽医之间的合作。2008年, 联合国粮食及农业组织、世界动物卫生组织、世界卫生组织与儿童基金会、联合国系统流感协调项目和世界银行合作, 制定了联合战略框架“Contributing the One World One Health”, 以应对不断爆发的传染病风险。2009年美国成立One Health委员会, 合作伙伴有美国兽医协会、美国公共卫生协会、美国医学协会、美国医学院校协会、美国兽医医学院校协会、美国传染病学会和爱荷华州立大学健康联盟。2010年, 联合国粮食及农业组织、世界动物卫生组织和世界卫生组织在河内达成“FAO–OIE–WHO”合作，旨在在动物、人类和环境方面共同担当责任，创建一个跨学科跨部门的合作体制，来应对动物和公众健康危机，并建立了重大动物疾病全球早期预警系统(Global Early Warning System, GLEWS)。随后, 美国佛罗里达大学、杜克大学、英国爱丁堡大学等开始设立One Health的课程斌进行相关研究。